# Anneau du Rhin
Der Anneau du Rhin (Rheinring) liegt etwa 1,5 km östlich von Biltzheim im Département Haut-Rhin und ist eine permanente französische Renn- und Teststrecke die für Renn- und Clubsport-Veranstaltungen, Trackdays und Präsentationen genutzt wird.

## Geschichte

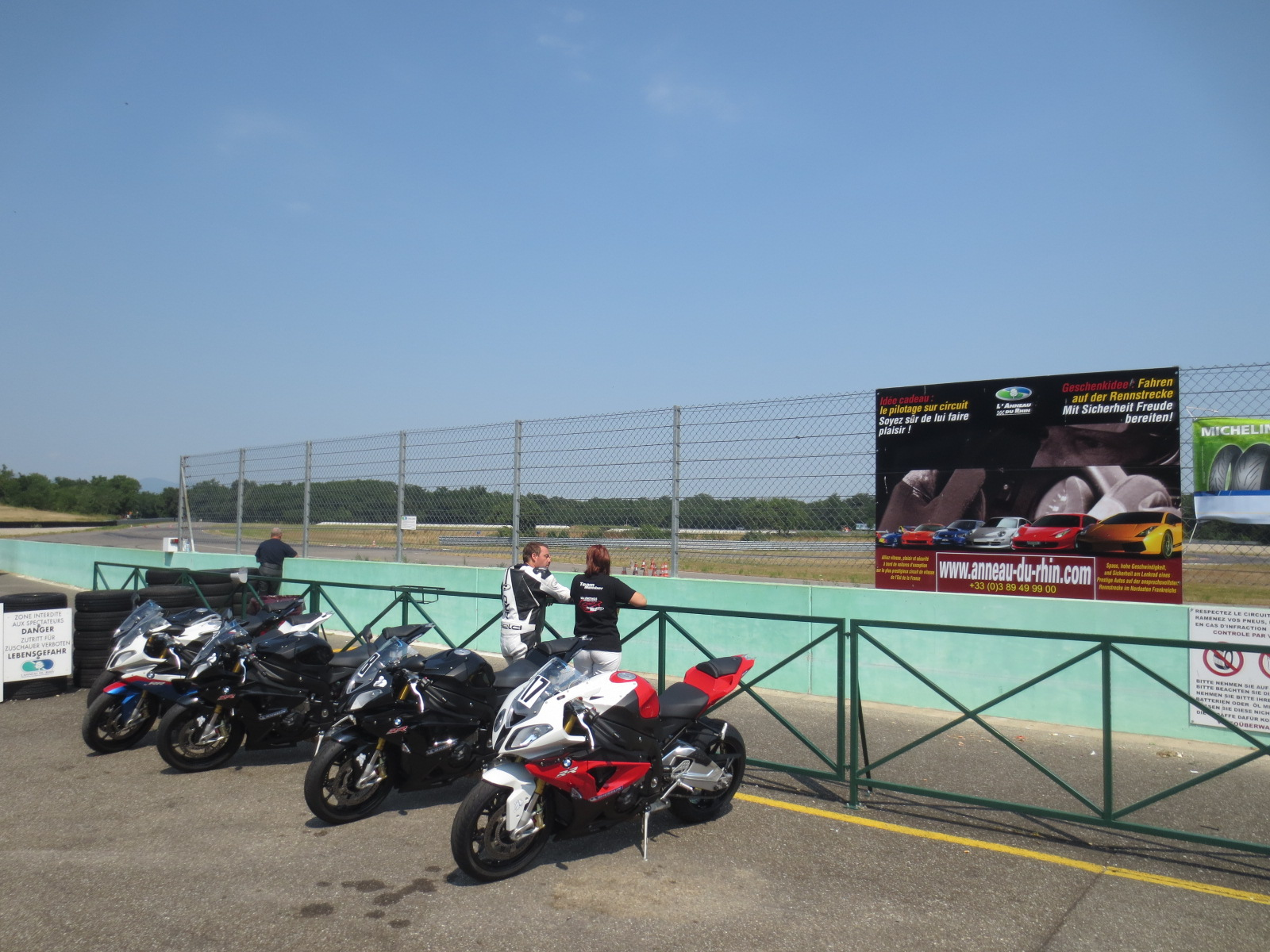
Anneau du Rhin: Aussicht vom Paddock des kleinen Kurses

Die Rennstrecke wurde 1996 von Marc Rinaldi auf dem Gebiet eines ehemaligen Jagdreviers geplant und realisiert und wird heute von seinem Sohn Francois Rinaldi geleitet. Sie befindet sich 2 km südöstlich des Dorfes Biltzheim. 2004 wurde die Strecke mit einer Westschleife erweitert. Die Strecke wurde im August 2011 komplett neu asphaltiert und dabei um einen Meter verbreitert. Seit 2013 gibt es für Motorräder optional die Variante 3,7 km, die ggf. auf bis zu 4 km verlängert werden kann.
2022 trat als bislang wichtigste Serie die FIA-Tourenwagen-Weltcup (FIA-WTCR) auf dem Kurs an.

## Streckenvarianten
Der Anneau du Rhin ist mit einer Länge von maximal 4 km und einer Fahrbahnbreite von 10–12 Metern eine der längsten Rennstrecken im Nordosten Frankreichs. Die Streckenführung ist vom Circuit Paul Ricard inspiriert. So ist die längste Gerade des Kurses 1050 m lang.
Sie ist seit 2011 durch die nationalen Automobil- (FFSA) und Motorrad-Sportverbände (FFM) für Wettbewerbe homologiert. Die Strecke besteht aus 3 Streckenschleifen die ggf. unabhängig voneinander befahren werden können und kann durch diverse optionale Kurzanbindungen und Schikanen zu etwa einem Dutzend verschiedenen Streckenvarianten kombiniert werden.

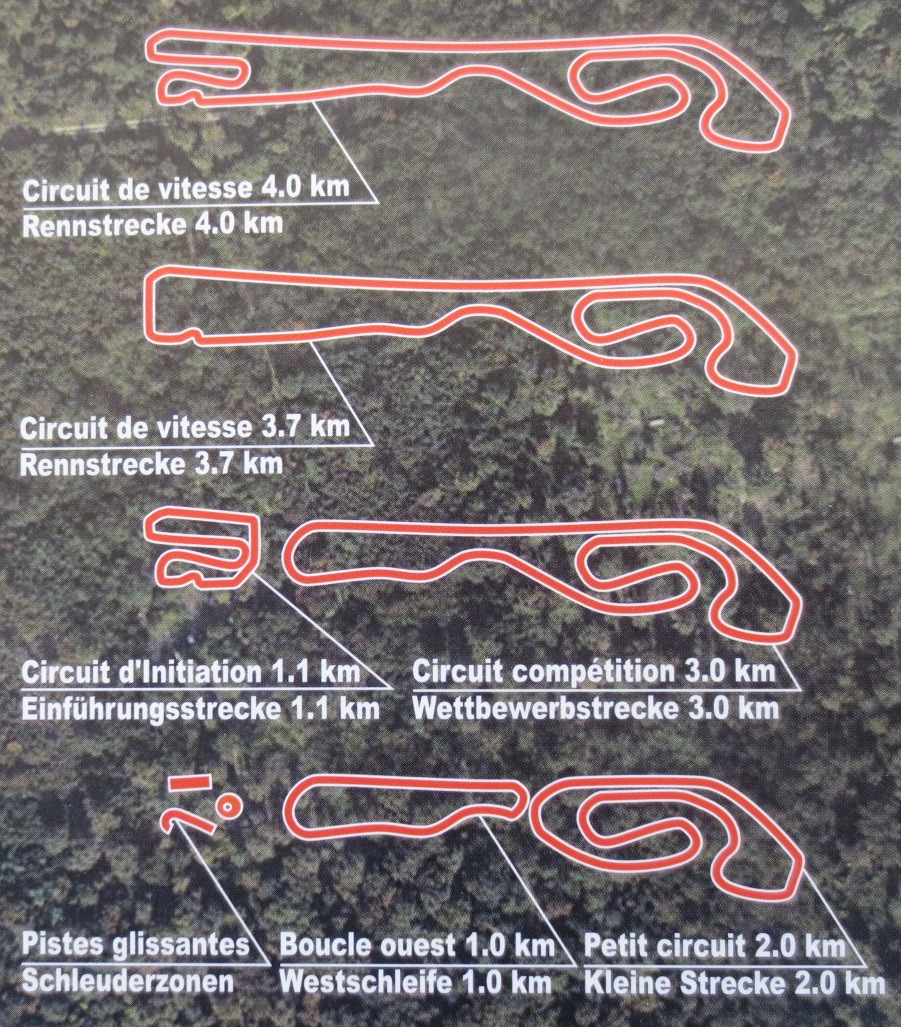

## Infrastruktur
Auf dem Gelände der Westschleife wurde in der Folge eine Boxenanlage mit 43 Motorrad-Boxen aufgebaut. Das Paddock bietet nach Angaben der Rennstrecke Platz für bis zu 150 LKW. Dort ist auch ein Verkehrsübungsgelände sowie eine bis zu 1,1 km lange Kartstrecke vorhanden.

## Veranstaltungen
2022 nahm der Tourenwagen-Weltcup in seiner letzten Saison das Race of Alsace Grand Est auf dem Anneau du Rhin in den Kalender auf, nachdem die geplante Runde in Russland aufgrund des Russischen Überfalls auf die Ukraine 2022 abgesagt wurde. Die beiden Rennen am 7. August 2022 gewannen Audi-Pilot Nathanaël Berthon und Cupra-Pilot Robert Huff. Ferner startete 2015 und 2020 der Fun-Cup auf der Strecke.